# قائمة هجمات منظمة أيلول الأسود
منذ تأسيسها في عام 1971 حتى عام 1976 نفذت منظمة أيلول الأسود عددا من الهجمات الإرهابية ضد أهداف إسرائيلية وأردنية في جميع أنحاء العالم. كما ألهمت عددا من «النسخ» وأعمال التضامن فضلا عن الخدع. في عام 1970 أعلن العاهل الأردني الملك حسين الحكم العسكري وطرد وقتل الآلاف من الفدائيين الفلسطينيين. الدافع الرئيسي للمجموعة هو الانتقام من وفاة أبو علي إياد آخر زعيم كاريزمي للفدائيين الذي كان القصد منه التعذيب والقتل رمزا لهزيمة المسلحين الفلسطينيين.

## 1971

### أغسطس
- 24 أغسطس، مدريد: قنبلة فجرت حفرة في طائرة استخدمتها الملكة الأردنية الأم زين الشرف بنت جميل. ينسب هذا الهجوم أحيانا إلى أيلول الأسود.

### نوفمبر
- 28 نوفمبر، القاهرة: اغتيال وصفي التل رئيس وزراء الأردن.

### ديسمبر
- 15 ديسمبر، لندن: حاولت منظمة أيلول الأسود اغتيال زيد الرفاعي السفير الأردني في المملكة المتحدة.
- 16 ديسمبر، جنيف: انفجرت عبوة ناسفة أرسلت إلى بعثة الأمم المتحدة في جنيف بينما كانت الشرطة تحاول فحصها. أسفر الانفجار عن إصابة ثلاثة اشخاص.

## 1972

### فبراير
- 6 فبراير، رافنشتاين، هولندا: تعرضت الناقلات النفطية المملوكة لشركة غولف أويل لإطلاق النار بسبب الانفجارات. ادعى أيلول الأسود مسئوليته في الهجوم لأن شركة غولف أويل ساعدت إسرائيل.
- 6 فبراير، برول، ألمانيا: تم إعدام خمسة أردنيين يشتبه في تجسسهم لصالح إسرائيل بالقرب من كولونيا.
- 8 فبراير، هامبورغ: يتم قصف مصنع ستريوبر للسيارات. قام المصنع بإنتاج المولدات الكهربائية المستخدمة في الطائرات الإسرائيلية.

### مايو
- اختطاف سابينا الرحلة 571.

### أغسطس
- 5 أغسطس: ترييستي: قامت جبهة شعبية لتحرير فلسطين بالاشتراك مع منظمة أيلول الأسود بتفجير ست شاحنات للنفط مما تسبب في خسائر تقدر ب 7 ملايين دولار. زعموا أنهم فعلوا ذلك لأن المرفق قدم النفط إلى النمسا وألمانيا الغربية.
- 16 أغسطس، روما: توقفت رحلة طيران إل عال بعد أن انفجرت قنبلة يدعى أنها مخبأة في فجوة جهاز الفونوغراف في حجرة الأمتعة. لقد اعترفت مجموعة الشباب الوطني لتحرير فلسطين بالمسئولية ولكن يعتقد أن أيلول الأسود كان الجاني.

### سبتمبر
- 5-9 سبتمبر، ميونيخ: عملية ميونخ
- 11 سبتمبر: بروكسل: أوفير زادوك مسؤول في السفارة الإسرائيلية تم استدراجه إلى مقهى محلي من قبل رجل يدعي علمه بالهجوم الإرهابي على السفارة. أطلق النار عليه من قبل اثنين من المهاجمين. يشتبه في أيلول الأسود.
- 16 سبتمبر، أمستردام: يتم إرسال 64 رسالة بالبريد من أمستردام إلى مختلف الأهداف الإسرائيلية في أوروبا والأمريكتين وأستراليا وأفريقيا.
- 19 سبتمبر، لندن: الدكتور أمي شيشوري الملحق الزراعي بالسفارة الإسرائيلية في لندن قتل بعد فتح إحدى القنابل الموجهة إليه شخصيا في سبتمبر. يعتقد أن حزمة تحتوي على بذور زهرة هولندية كان يريد أن يزرعها عندما يصل إلى موطنه. انفجر الانفجار على مكتبه وقتل المسؤول عندما تناثر خشب كثير الذي اخترق قلبه. كما أصيب ثيودور كادار الذي كان قد وصل مؤخرا إلى شيشوري بجراح.[1]
- 19 سبتمبر، لندن: يبحث عملاء الأمن الإسرائيليون البريد ويجدون أربع رسائل مفخخة موجهة إلى أعضاء السفارة وأربعة موجهة إلى السفير مايكل كوماي.[2]
- 19 سبتمبر، لندن: تم العثور على أربع رسائل مفخخة موجهة إلى أعضاء طاقم السفارة الإسرائيلية في مكتب بريد في لندن. واحدة من الرسائل التي فتحتها الشرطة تحتوي على مذكرة من أيلول الأسود.[1]
- 19 سبتمبر، باريس: اكتشفت السفارة الإسرائيلية قنبلتين إلكترونيتين.
- 20 سبتمبر، لندن: اعتراض 8 رسائل أخرى موجهة إلى المسؤولين الإسرائيليين.
- 20 سبتمبر، أوتاوا: تم توجيه ستة رسائل مفخخة إلى المسؤولين الإسرائيليين.[2]
- 20 سبتمبر، مونتريال: تم العثور على رسالة مفخخة موجهة إلى القنصل الإسرائيلي العام بينتشاس شنان.[2]
- 20 سبتمبر، نيويورك: تم اكتشاف ثلاث رسائل مفخخة موجهة إلى المسؤولين الإسرائيليين في مكتب بريد موجه إلى يوسف تيكوه السفير الإسرائيلي لدى الأمم المتحدة يعقوب بارون وأوري غوردون أعضاء بعثة إسرائيل الدائمة لدى الأمم المتحدة.[2]
- 20 سبتمبر، جنيف: تم اكتشاف خمس رسائل مفخخة موجهة إلى المسؤولين الإسرائيليين في النمسا.
- 20 سبتمبر، بروكسل: تم اكتشاف رسالة قنبلة موجهة إلى مسؤول إسرائيلي.
- 20 سبتمبر، تل أبيب: تم العثور على رسالة تفجيرية موجهة إلى مسؤول إسرائيلي.
- 20 سبتمبر، القدس: انفجرت رسالة موجهة إلى مسؤول إسرائيلي في مكتب بريد مما أدى إلى إصابة عامل بريد.
- 20 سبتمبر، أستراليا: تم اكتشاف خمس رسائل مفخخة موجهة إلى المسؤولين الإسرائيليين.
- 21 سبتمبر، بارانكويلا، كولومبيا: التهديد ضد شركة أمريكية تتم باسم أيلول الأسود. يتم رصد الدخيل في 1:35 صباحا ولكن مطاردة بعيدا من قبل حراس الأمن. يعتبر المسؤولون الحادث «إنذارا كاذبا».
- 21 سبتمبر، القدس: تم اكتشاف عشرة قنابل في مكتب بريد.[3]
- 21 سبتمبر، كينشاسا، زائير: تم اكتشاف عدد غير معروف من الرسائل المفخخة في السفارة الإسرائيلية.[3]
- 21 سبتمبر، بوينس آيرس: تم اكتشاف خمس رسائل مفخخة في السفارة الإسرائيلية.[3]
- 21 سبتمبر، بنوم بنه، كمبوديا: تم اكتشاف رسالة مفخخة في السفارة الإسرائيلية.
- 22 سبتمبر، لندن: تطوعت سكوتلاند يارد لتنسيق جهد عالمي للتحقيق في الرسالة المفخخة.
- 23 سبتمبر، عمان: اكتشفت الشرطة الأردنية أربعة من قنابل قادمة من أمستردام وموجهة إلى مسؤوليها.

### أكتوبر
- 4 أكتوبر، روما: تم اكتشاف أول سلسلة من القنابل المرسومة بالعلامة البريدية الماليزية في مكتب جمعية هياس المتحدة. تحتوي الحزمة على مذكرة من أيلول الأسود.
- 6 أكتوبر: الجزائر: احتجز طلاب فلسطينيون رهائن في القنصلية الألمانية الغربية مطالبين بالإفراج عن ثلاثة سجناء من أيلول الأسود. يتم الإفراج عن الرهائن بعد ساعة. يبدو أن منظمة أيلول الأسود نفسها لم تشارك.
- 6 أكتوبر، نيويورك: تفجير قنبلة بريدية ماليزية موجهة إلى هانا غولدبرغ المدير التنفيذي السابق لهداسا تفشل عندما تنفتح. تحتوي الحزمة على مذكرة من أيلول الأسود.
- 10 أكتوبر، نيويورك: تفجير قنبلة بريدية ماليزية موجهة إلى روز هالبيرن الرئيسة السابقة لهاداسا تفشل في الانفجارات عند فتحها.
- 10 أكتوبر، بولاوايو، روديسيا: تم العثور على رسائل مفخخة بريدية ماليزية إلى الأسر اليهودية. إحداها كانت موجهة إلى والدة للاعب رفع الأثقال اليهودي جون أوركين وهو عضو في الفريق الأولمبي الروديسي. تفشل القنابل في الانفجار.
- 10 أكتوبر، كولومبو، سيلان: تلقى مسؤول بالسفارة الأمريكية تهمة اغتيال هاتفي من رجل يدعي أنه من أيلول الأسود. من غير المعروف ما إذا كان أيلول الأسود متورطا حقا.
- 14 أكتوبر، نيويورك: انفجرت قنبلة بريدية ماليزية تحمل علامة مميزة موجهة إلى مسؤول سابق في حداسة في يد موظف البريد ويليام فيغيروا مما أدى إلى إخماد إصبعه الصحيح وطلب إجراء عملية لإزالة أجزاء من الجهاز من يساره.
- 25 أكتوبر، كريات شمونة، إسرائيل: تم اعتراض رسائل مفخخة موجهة إلى ريتشارد نيكسون وملفين لايرد ووليام روجرز. تم إرسالهم بالبريد إما عن طريق عرب أو متسللين محليين من لبنان.
- 29 أكتوبر، بيروت: تم اختطاف طائرة لوفتهانزا الرحلة 615. هدد اثنان من الجناة بتفجير الطائرة إذا لم يتم الإفراج عن ثلاثة من أعضاء أيلول الأسود الذين كانوا على قيد الحياة المسؤولين عن عملية ميونيخ. قررت السلطات الألمانية الغربية الامتثال وحلقت بمهاجمي ميونيخ إلى زغرب حيث صعدوا بوينغ 727 المختطفة. اضطرت طائرة لوفتهانزا للطيران إلى تريبوليس حيث أطلق سراح جميع الرهائن وأعطيت أعضاء أيلول الأسود ترحيبا البطل.

### نوفمبر
- 10 نوفمبر، بومباي: الشرطة تعترض 42 رسالة قنابل موجهة إلى الشركات اليهودية في أوروبا.
- 10 نوفمبر، نيودلهي: الشرطة تعترض 10 رسائل مفخخة موجهة إلى الشركات اليهودية في أوروبا.
- 10 نوفمبر، جنيف: اعترضت الشرطة خمس رسائل هندية مفخخة تم توجيهها إلى بعثة إسرائيل لدى الأمم المتحدة في جنيف والمنظمات اليهودية.
- 10 نوفمبر، لندن: أصيب فيفيان برينز رئيس شركة الماس التي تتاجر مع إسرائيل عندما انفجرت قنبلة في مكانها قادمة من الهند.
- 10 نوفمبر، لندن، غلاسكو: اعترضت الشرطة عشرين رسالة قنابل موجهة إلى أهداف يهودية في جميع أنحاء بريطانيا.
- 10 نوفمبر، نيويورك: أصيب عامل بريد آخر أثناء التعامل مع قنبلة بريدية هندية.
- 10 نوفمبر، نيويورك: تلقى رئيس هاداسا رسالة قنبلة.
- 10 نوفمبر، أمستردام: تلقى يهودي هولندي رسالة قنبلة.
- 13 نوفمبر، باريس: قتل الصحافي خضر كانو على يد ثلاثة مسلحين. يعزى الهجوم بشكل مختلف إلى أيلول الأسود الذي قد يكون غير راض عن قصة كان يكتبها أو يعتقد أنه عميل الموساد أو جزء من عملية غضب الله.

### ديسمبر
- ديسمبر، قبرص: احباط الشرطة مؤامرة أيلول الأسود المزعومة لاختطاف طائرة قبرص إلى إسرائيل.
- 20 ديسمبر، بيروت: تعرضت السفارة الأمريكية لصاروخين مضادين للدبابات. عزا بعض المسؤولين الهجوم إلى أيلول الأسود.
- 24 ديسمبر، لندن: اعتقل عبد الكرين فهيد وهو مسؤول في حركة فتح في مطار بحيازة سلاح ناري غير قانوني و 50 طلقة ذخيرة. طالبت أيلول الأسود بإطلاق سراح «الساعي».
- 26 ديسمبر، تركيا: اعتقل اثنان من عناصر أيلول الأسود في محاولة لمغادرة البلاد في طريقهما إلى باريس. عثرت الشرطة على متفجرات وصواعق وأجهزة اطلاق قنابل بلاستيكية في سيارتهم.
- 28 ديسمبر، بانكوك: الهجوم على السفارة الإسرائيلية في بانكوك.

## 1973

### يناير
- يناير، بروكلين، ماساتشوستس: أيلول الأسود وجهت تهديدات لأسر أعضاء القنصلية الإسرائيلية.
- 8 يناير، باريس: ادعى أيلول الأسود بوضع قنبلة دمرت مكاتب الوكالة اليهودية لإسرائيل.
- 20 يناير، فيينا: اعتقل ثلاثة من الشبان السود في علاقة مع مؤامرة لتفجير مخيم شوناو للاجئين اليهود من الاتحاد السوفيتي.
- 26 يناير، مدريد: تم إغراء باروخ كوهين ضابط الشين بيت إلى مقهى من قبل جهة اتصال عربية وعدت بتزويده بمعلومات عن العرب النشطين سياسيا في إسبانيا وتم قتله بالرصاص. هرب قاتلوه إلى المطار وغادروا البلاد.
- 27 يناير، الحدود النمساوية الإيطالية: تم اعتقال ثلاثة أعضاء آخرين من أيلول الأسود عند محاولتهم دخول إيطاليا. كانوا جزءا من عملية تفجير مخيم شوناو.

### فبراير
- 15 فبراير، عمان: اعتقلت الشرطة محمد داود عودة. كان عودة في خضم عملية اغتيال وانتحاري ضد الملك حسين العاهل الأردني. قام عودة وهو من كبار ضباط عمليات أيلول الأسود بتزويد السلطات بمعلومات واسعة عن أنشطة المجموعات.
- 21 فبراير، إسرائيل: حلقت طائرة ليبية 727 في المجال الجوي الإسرائيلي. علم أن أيلول الأسود كان يود اسقاط الطائرة فوق تل أبيب ولكن القوات الجوية الإسرائيلية قررت إسقاط الطائرة مما أدى إلى مصرع 106.

### مارس
- 1 مارس، الخرطوم: هجوم على السفارة السعودية في الخرطوم.
- 7 مارس، نيويورك: مؤامرة إلقاء قنابل على مدينة نيويورك.
- 12 مارس، نيقوسيا: اغتيال سيمها جيلزر رجل أعمال إسرائيلي عند درجات بوابة فندق القصر. ذكرت أيلول الأسود بأن الرجل كان ضابطا في الموساد وكان متواطئا في مقتل زعيم أيلول الأسود في يناير.
- في 15 مارس، الحدود الفرنسية-الإيطالية: اعتقلت الشرطة أنصار أيلول الأسود كانوا يخططون لهجمات ضد السفارتين الإسرائيلية والأردنية.